# Jimmie Davis
Jimmie Davis, właściwie James Houston Davis (ur. 11 września 1899, zm. 5 listopada 2000) – amerykański piosenkarz country oraz polityk.
Odnosił sukcesy jako piosenkarz, jego najbardziej znanym przebojem było You Are My Sunshine. W późniejszym okresie łączył muzykę z polityką - wielokrotnie występował w trakcie własnych kampanii wyborczych.
Nazywany "śpiewającym gubernatorem", stał dwukrotnie na czele stanu Luizjana, w latach 1944–1948 i 1960–1964; reprezentował Partię Demokratyczną. Jako gubernator popierał politykę segregacji rasowej, za co przepraszał po wycofaniu się z aktywnego udziału w polityce.